# São Bento do Trairi
São Bento do Trairi este un oraș în Rio Grande do Norte (RN), Brazilia.